# Oliver Lang
Oliver Lang est un joueur de paintball professionnel, considéré comme l'un des meilleurs joueurs du monde, et probablement le plus titré. De nationalité américaine, il fut le plus jeune joueur à intégrer les rangs d'une équipe professionnelle sur le circuit américain, la National professional Paintball League (NPPL) : à 17 ans, il rejoint les rangs de l'équipe Ironmen, alors considérée comme la meilleure du monde, au milieu de la saison 2000. Quelques semaines plus tard, il remporta avec cette équipe la Painbtball World Cup et, du même coup, le titre global NPPL sur la saison.
Oliver Lang passa la plus grande partie de sa carrière de joueur professionnel avec l'équipe Dynasty, avec qui il connut le plus grand succès jamais remporté par une équipe de paintball au cours des années 2002, 2003, 2004 et 2005.
Puis, début 2006, Lang quitta Dynasty pour rejoindre les Ironmen, sa première équipe pro, pour un montant de 100 000 dollars par an. Le transfert fut considéré comme beaucoup par une trahison motivée par l'appât du gain, mais il est probable que c'est plus le défi qui motiva Lang, qui n'avait plus rien à gagner avec Dynasty tandis que refaire d'Ironmen, une équipe devenue de milieu de tableau, une des meilleures équipes du monde, était un défi sportif énorme. Il y réussit puisque Ironmen est redevenue une des meilleures équipes de paintball dans le monde. En 2011, Lang est revenu chez dynasty qui ont signé une très belle saison en remportant la NPPL, la PSP et une seconde place au millenium.

## Biographie
Lang naquit au Cameroun en 1983 de parents américains. La première langue qu'il apprit à parler fut le français, qu'il a complètement oublié depuis. Il rentra assez rapidement avec sa mère à San Francisco, aux États-Unis, où il vécut jusqu'à ce qu'il déménage à San Diego habiter avec le reste de ses coéquipiers de chez Dynasty en 2002. 
Lang, avant de devenir un joueur de paintball professionnel, était très doué en skate board et qu'il faillit devenir professionnel de ce sport. Il fit même la une d'un magazine spécialisé quand il avait une douzaine d'années.
Lang découvrit le paintball avec son meilleur ami Alex Fraige lors de l'anniversaire de celui-ci, lorsque le père d'Alex les emmena jouer avec du matériel loué. Lang raconte qu'il ne toucha personne ce jour-là, mais que, comme Fraige, il fut mordu le premier jour et revint jouer tous les week-ends. Rapidement, les deux amis décidèrent de créer une équipe qui ne serait composée que de très jeunes joueurs, car il n'y en avait qu'extrêmement peu qui évoluaient en compétition à l'époque. Avec Ryan Greenspan, Brian Cole, Yosh Rau et plus tard Todd Martinez et Angel Fragoza, ainsi que le joueur Ironmen Davey Williamson que cela amusait de jouer avec des jeunes prometteurs, l'équipe s'entrainait sur le mythique terrain de Mare island sur lequel s'entraînaient les meilleurs pros de l'époque, dont les Ironmen de Bob Long, et prit part aux Grand Westen Series où le seul moyen de jouer, compte tenu de leurs restrictions financières, était de gagner chaque manche et de vendre les lots pour payer l'inscription à la manche suivante : cette nouvelle équipe, les Ironkids, gagna donc toutes les manches de cette ligue au cours de la saison 1998. 
L'année d'après, Lang prit part pour la première fois à la NPPL avec Ryan Greenspan et l'équipe Outta control en division amateur. Puis, au cours de la saison 2000, deux joueurs Ironmen se blessèrent et on proposa à Lang de rejoindre l'équipe pour la manche de Chicago, la troisième de la saison. L'équipe alla en finales. Lang raconte que, lors de son premier match en pro, il fut touché d'entrée de jeu, donc de très loin, sur la jambe dans son squeegee qui était la seule zone dure de sa jambe, et que sans cela la bille aurait probablement rebondi : c'est la raison qu'il donne lorsqu'on lui demande pourquoi il continue à utiliser une baguette qu'il porte au bout d'un lanyard autour de son cou plutôt que des squeegees ordinaires, comme le font tous les autres joueurs de paintball. Puis l'équipe alla en ce qui était les demi-finales à Atlantic City, et gagna la World Cup à Orlando. Lang devint immensément célèbre au cours de ce match (qui se joua, comme c'était le cas à l'époque, à 10 contre 10), qui eut lieu sur un des nouveaux terrains d'hyperball en tubes plastiques : Lang s'empara très vite du zipper, rampa jusqu'aux 50, où il resta tout au long de la partie et sorti la moitié des joueurs Aftershock[pas clair] à lui tout seul, remportant le match, le tournoi et le titre pour son équipe. À cette époque, il avait déjà fait la couverture du magazine anglais PGI qui titrait "America's youngest pro". 
La saison 2001 se passa sans trop d'étincelles pour Lang et les Ironmen qui ne firent pas d'excellents résultats sur le sol américain. Ceci étant, quatre joueurs de l'équipe, Rich Telford, Micah McLaughlin, Lang et un autre variable prirent part au championnat européen, le Millennium Series avec l'équipe suédoise Joy Division. L'équipe ainsi formée alla plusieurs fois en finales, notamment à Toulouse en France lors de l'événement majeur de la saison, puis avec l'équipe composite "Diablo VIP" lors du Mayhem Masters en Angleterre où Lang shoota quatre joueurs Russian Legion au cours du match les opposant en finale. Diablo VIP (qui était un mélange des meilleurs joueurs des équipes pro sponsorisées par la marque de billes Diablo, et qui remplaçait pour cette manche l'équipe Image) gagna le tournoi d'un point devant les américains de Ground Zero. Lors des finales de la manche NPPL de Chicago dans lesquelles jouèrent les Ironmen, Lang qui jouait dans le centre élimina Chris Lasoya, le "glory boy" d'Avalanche, de deux billes plein masque.